# St. Nikolaus (Judenburg)

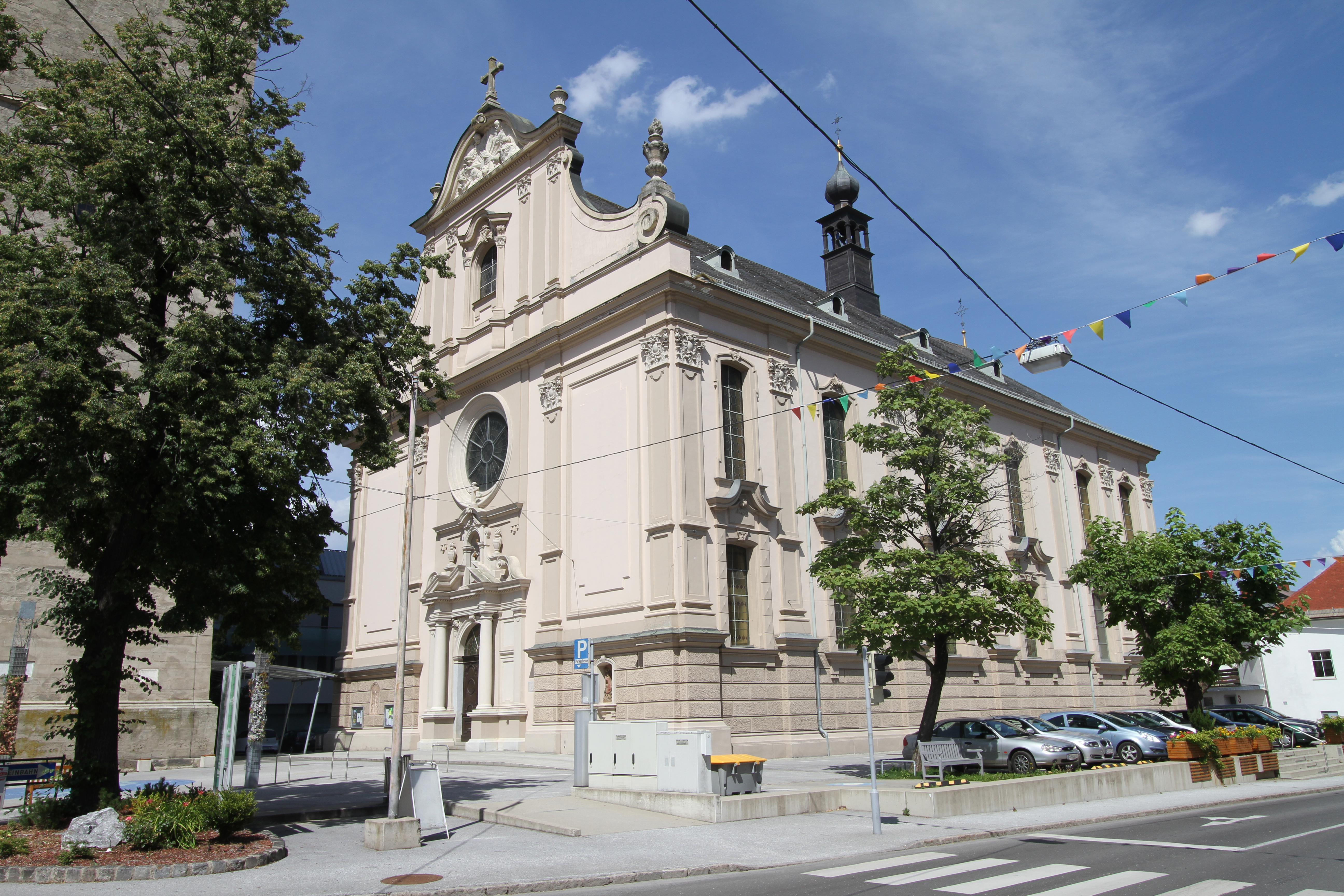
Katholische Pfarrkirche hl. Nikolaus in Judenburg

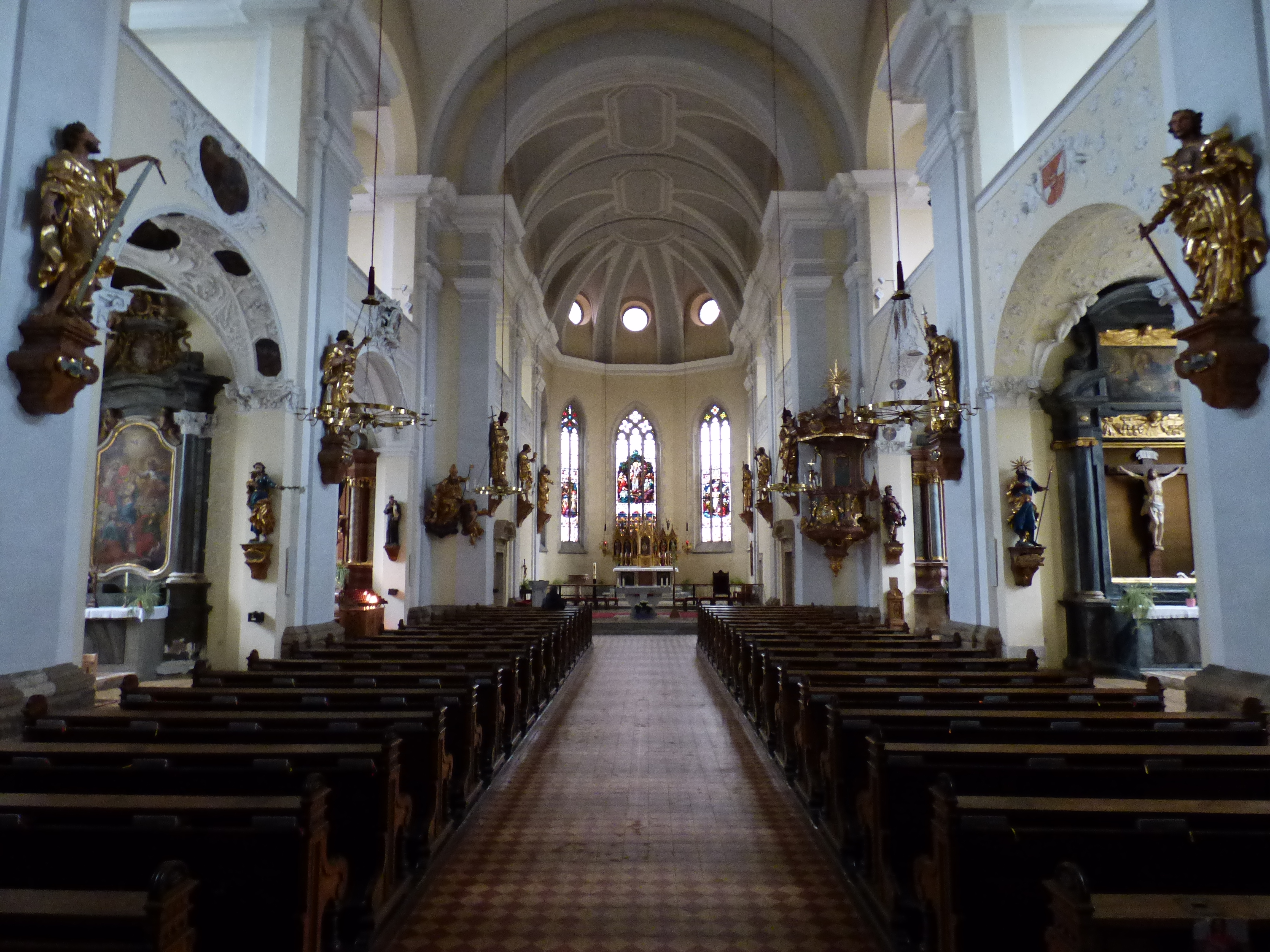
Mittelschiff, Blick zum Chor

Die Pfarrkirche Judenburg-St. Nikolaus steht hinter dem Stadtturm am südlichen Ende des Hauptplatzes in der Stadtgemeinde Judenburg im Bezirk Murtal in der Steiermark. Die dem Patrozinium hl. Nikolaus von Myra unterstellte römisch-katholische Pfarrkirche gehört zum Dekanat Judenburg in der Diözese Graz-Seckau. Die Kirche steht unter Denkmalschutz (Listeneintrag).

## Geschichte
Urkundlich wurde 1148 eine Kirche genannt. Nach einem Brand von 1413 erfolgte ein Neubau und ab 1478 Erweiterungen. Nach einem Brand von 1504 wurde ein spätgotischer Umbau begonnen, der Chor nennt 1513, 1523/1524 erfolgte die Wölbung des Kirchenschiffes durch den Meister Hans Schwab, die Kirche wurde 1537 geweiht. Nach 1602 wurde durch Anton Vasall eine Westempore eingebaut. Nach einem Brand von 1670 erfolgte unter Verwendung des gotischen Kirchenbaus ein Wiederaufbau durch den Stiftsbaumeister Domenico Sciassia von St. Lambrecht mit einer Wandpfeilerkirche mit Kapellen und darüberliegenden Emporen. Nach dem Tod Sciassias 1679 wurden die Bauarbeiten vom Judenburger Stadtbaumeister Christian Jaudenegger weitergeführt, von ihm stammt wohl die neue Westempore. Der erst teilweise fertiggestellte Kirchenbau wurde 1694 geweiht, die Bauarbeiten wurden 1707 abgeschlossen. Von 1899 bis 1902 erfolgte eine Umgestaltung des Äußeren in historisierenden Formen nach den Plänen von Hans Pascher. 1953 war eine Restaurierung, 1973 außen.

## Architektur
Das Langhaus ist eine vierjochige Wandpfeilerkirche mit Seitenkapellen und darüberliegenden Emporen unter einem Stichkappentonnengewölbe auf Gurten aus Wandpilastern, das Emporenjoch ist tonnengewölbt, das Gewölbe hat Stuckleistenfelder. Die dreiachsige Westempore hat an der Brüstung Stuck und zwei Nischen. Der eingezogene zweijochige Chor hat einen gotischen Fünfachtelschluss, der Chor wurde im Barock erhöht, außen zeigt der Chor gotische Strebepfeiler und die Inschrift 1513 sowie die Inschrift Hans Pascher 1901. Die zwei- und dreibahnigen erneuerten Maßwerkfenster haben eine figürliche Scheibenverglasung der Tiroler Glasmalerei 1901. Über dem Fronbogen befindet sich der Dachreiter.
Außen an der Westfassade befindet sich in einer Nische das Sandsteinrelief Christus am Ölberg um 1420.

## Ausstattung
Die Seitenkapellen sind eine Johann-von-Kapistran-Kapelle, eine Maria-Krönungs-Kapelle, eine Maria-Waitschacher-Kapelle, eine Kreuzkapelle, eine Andreaskapelle und eine Marienkapelle.
In den Nordemporen befindet sich seit 1970 eine Kunstsammlung von Werken aus dem Judenburger Kirchenbesitz, darunter eine Kalksteinmadonna aus der Zeit um 1420, mehrere Arbeiten der Judenburger Bildschnitzerwerkstätte des 18. Jahrhunderts, vor allem aus der Kalvarienbergkirche Judenburg. Ebendort steht ein Orgelpositiv von Johann Lilling aus 1690 ursprünglich für die Martinikirche, seit 1730 in der Kalvarienbergkirche, 1970 restauriert.

### Orgel
Die Stadtpfarrkirche erhielt 1608 durch Paul Grueber 1608 eine Orgel auf der neuerrichteten Westempore des Vorgängerbaus. 1706 bis 1708 erfolgte mit der Fertigstellung des barocken Neubaus auch der Bau einer neuen Orgel mit elf Registern durch den aus Zug in der Schweiz stammenden Joseph Ignatz Meyenberg mit folgender Disposition:
| Manual |            |       |
| 1.     | Principal  | 8′    |
| 2.     | Copel      | 8′    |
| 3.     | Octav      | 4′    |
| 4.     | Flötten    | 4′    |
| 5.     | Superoctav | 2′    |
| 6.     | Quint      | 1 ⁄3‘ |
| 7.     | Opertun    | 2′    |
| 8.     | Mixtur IV  |       |

| Pedal |            |     |
| 09.   | Gross Bass | 16′ |
| 10.   | Pedalcopl  | 16′ |
| 11.   | Pedaloctav | 08′ |

1827 wurde Simon Anton Hölzl mit einem Orgelneubau von 20 Registern beauftragt. Die Orgel fand Aufstellung auf der Westempore mit einem zweigeteilten Prospekt, das die Sicht auf die Fensterrose freiließ.
| I. Manual C–f3 |                   |     |
| 1.             | Principal         | 08′ |
| 2.             | Viola Baritona    | 16′ |
| 3.             | Flauto principale | 08′ |
| 4.             | Flauto baritona   | 08′ |
| 5.             | Octave            | 04′ |
| 6.             | Flauto piccolo    | 04′ |
| 7.             | Superoctave       | 02′ |
| 8.             | Mixtur III–IV     | 02′ |

| II. Manual C–f3 |                 |    |
| 09.             | Principal dolce | 8’ |
| 10.             | Echo baritona   | 8′ |
| 11.             | Violino Soprano | 8′ |
| 12.             | Flauto dolce    | 8′ |
| 13.             | Flauto dolce    | 4′ |
| 14.             | Flageolett      | 2′ |

| Pedal CDEFGA–cis1 |              |         |
| 15.               | Contrabaß    | 16′     |
| 16.               | Subbaß       | 16′     |
| 17.               | Principalbaß | 08′     |
| 18.               | Violoncello  | 08′     |
| 19.               | Quintbaß     | 05 1⁄3‘ |
| 20.               | Bombarde     | 16‘     |

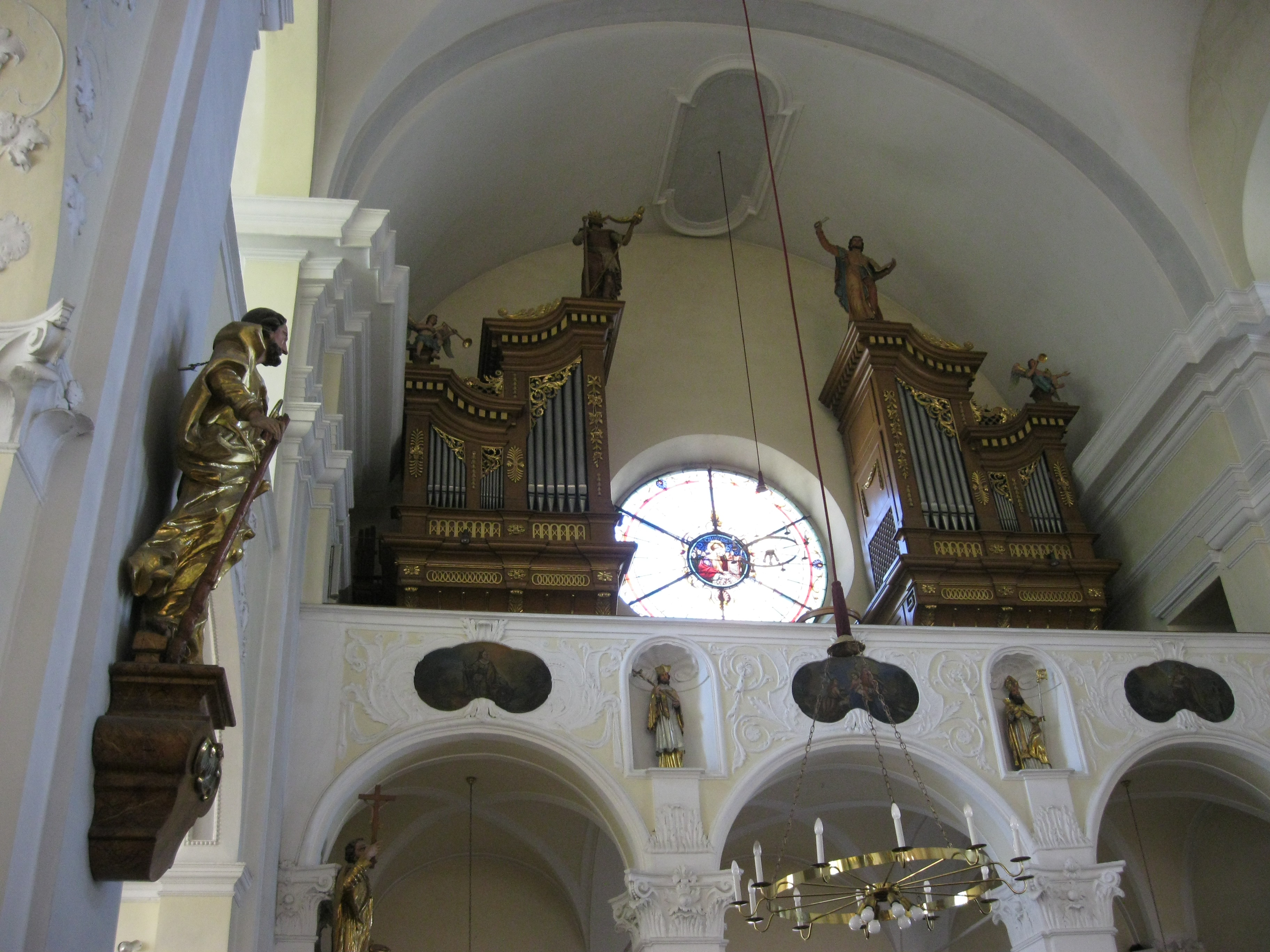
Orgel

1901 kam es zu einem Neubau der Orgel im bestehenden Prospekt durch die Firma Matthäus Mauracher. Größere Reparaturen wurden 1928 durch Erwin Aigner aus Innsbruck und 1933 durch Konrad Hopferwieser ausgeführt, 1952 erfolgte ein Umbau durch Max Dreher aus Salzburg. 2019 wurde durch Francesco Zanin in Codroipo bei Udine eine weitgehende Rückführung der Disposition auf den Zustand von 1901 als ein Denkmal der Orgelromantik vorgenommen: 
| I. Manual C–g3 |                |               |
| 01.            | Bordun         | 16′ H/M       |
| 02.            | Gamba          | 16′ M         |
| 03.            | Principal      | 08′ M/D       |
| 04.            | Offenflöte     | 08′ H/M       |
| 05.            | Gedackt        | 08′ H/M       |
| 06.            | Salicional     | 08′ H/M       |
| 07.            | Viola Baritona | 08′ H         |
| 08.            | Octave         | 04′ m/M/D     |
| 09.            | Rohrflöte      | 04′ H/M       |
| 10.            | Rauschquint    | 02 ⁄3‘ + 2′ Z |
| 11.            | Mixtur V       | 02′ M         |
| 12.            | Trompete       | 08′ M         |

| II. Schwellwerk C–g3 |                    |           |
| 13.                  | Quintadena         | 16′ D     |
| 14.                  | Principale Amabile | 08′ Z     |
| 15.                  | Flauto camino      | 08’ Z     |
| 16.                  | Ottava             | 04’ Z     |
| 17.                  | Flauto             | 04’ D     |
| 18.                  | Nazardo            | 02 ⁄3’ D  |
| 19.                  | Cornetta           | 01 3⁄5′ D |
| 20.                  | Octava             | 01′ D/Z   |
| 21.                  | Ripieno III        | 01′ D     |
| 22.                  | Dulziana           | 08′ Z     |
|                      | Tremulant          |           |

| III. Oberwerk C–g3 |                  |        |
| 23.                | Flötenprincipal  | 8′ M/D |
| 23.                | Lieblich Gedackt | 8′ H/M |
| 23.                | Philomela        | 8′ H/M |
| 23.                | Aeoline          | 8′ M   |
| 23.                | Vox coelestis    | 8′ M   |
| 23.                | Violino soprano  | 4′ H/M |
| 23.                | Flautino         | 2′ H/M |

| Pedal C–f1 |           |         |
| 24.        | Principal | 16′ H   |
| 25.        | Violon    | 16′ H/M |
| 26.        | Subbass   | 16′ H/M |
| 27.        | Octavbass | 08′ H/M |
| 28.        | Cello     | 08′ M   |
| 29.        | Posaune   | 16′ M/D |

- Koppeln: II/I, III/I, II/III, I/P, II/P, III/P, Super III/I, Sub III/I, Super II, Sub II, Super III, Sub III, Super P, Super I/P, Sub I/P

- Spielhilfen: Tutti, Crescendotritt, Schwelltritt, Zungenabsteller, 2 feste Kombinationen, Zimbelstern, Setzeranlage mit Sequenzer

- Anmerkungen:

m: Pfeifenwerk von Meyenberg (1708)
H: Pfeifenwerk von Hölzl (1829)
M: Pfeifenwerk von Mauracher (1901)
D: Pfeifenwerk von Dreher (1952)
Z: Pfeifenwerk von Zanin (2019)

## Grabdenkmäler
- Außen ein Wappengrabstein zu Ruprecht Ambring gestorben 1551.
- In der Kirche befinden sich einige barocke Wappengrabsteine.